# Peter Lindgren
För andra betydelser, se Peter Lindgren (olika betydelser).
Peter Edvin Lindgren, född 13 december 1915 i Lidingö, Stockholms län, död 30 maj 1981 i Adolf Fredriks församling, Stockholm, var en svensk skådespelare.
Peter Lindgren var son till ingenjören Edvin Lindgren och Maria Lindholm samt bror till regissören Lars-Magnus Lindgren. Han utbildades i Moskva på 1930-talet där fadern var verksam. Han tilldelades en Guldbagge 1980 för sin medverkan i Jag är Maria. 
Lindgren var 1937–1941 gift med skådespelaren Marianne Nielsen (1917–2005) och blev far till skådespelaren Monica Nielsen 1937. Åren 1941–1945 var han gift med skådespelaren Anna-Stina Osslund (född 1920), dotter till konstnären Helmer Osslund. Åren 1946–1951 var han gift med dansaren och skådespelaren Topsy Håkansson (född 1926) och blev far till regissören Hans Lindgren 1947. Från 1972 var han gift med konstnären Gunnel Larsson-Lindgren (född Eklund 1940).
Peter Lindgren är begravd på Skogskyrkogården i Stockholm.

## Filmografi i urval
- 1938 – Du gamla du fria
- 1938 – Med folket för fosterlandet
- 1939 – Frun tillhanda
- 1940 – Stora famnen
- 1941 – Snapphanar
- 1946 – Möte i natten
- 1946 – Djurgårdskvällar
- 1947 – Skepp till Indialand
- 1947 – Det kom en gäst
- 1947 – Mästerdetektiven Blomkvist
- 1947 – Folket i Simlångsdalen
- 1948 – Hammarforsens brus
- 1949 – Gatan
- 1949 – Lång-Lasse i Delsbo
- 1950 – Rågens rike
- 1950 – To mistenkelige personer
- 1951 – Starkare än lagen
- 1952 – Flottare med färg
- 1952 – Möte med livet
- 1953 – Ursula – flickan i finnskogarna
- 1954 – Farlig frihet
- 1954 – Gud Fader och tattaren
- 1955 – Polisen efterlyser
- 1955 – Ute blåser sommarvind
- 1955 – Mord, lilla vän
- 1955 – Resa i natten
- 1956 – Swing it, fröken
- 1957 – Aldrig i livet
- 1957 – Blondin i fara
- 1957 – En drömmares vandring
- 1961 – Änglar, finns dom?
- 1963 – Kurragömma
- 1966 – Träfracken
- 1967 – Jag är nyfiken - gul
- 1968 – Vindingevals
- 1968 – Jag är nyfiken - blå
- 1969 – Klabautermannen
- 1972 – Nybyggarna
- 1973 – Den hemliga verkligheten
- 1974 – Gangsterfilmen
- 1975 – Garaget
- 1975 – Lejonet och jungfrun
- 1976 – Drömmen om Amerika
- 1976 – Mina drömmars stad
- 1979 – Linus eller Tegelhusets hemlighet
- 1979 – Jag är Maria
- 1979 – Kejsaren
- 1980 – Arme, syndige menneske
- 1980 – Sverige åt svenskarna
- 1980 – Blomstrande tider
- 1981 – Olsson per sekund eller Det finns ingen anledning till oro

## TV-produktioner
- 1963 – Isak Juntti hade många söner
- 1964 – Henrik IV
- 1965 – Bödeln
- 1965 – Gustav Vasa
- 1965 – Blodsbröllop
- 1966 – Operation Argus (TV-serie)
- 1967 – Drottningens juvelsmycke
- 1969 – Res till Mallorca!
- 1977 – Psykningen
- 1977 – Ärliga blå ögon (TV-serie)
- 1979 – Katitzi (TV-serie)
- 1979 – Godnatt, jord (TV-serie)
- 1980 – Styv kuling (TV-serie)
- 1981 – För en liten snuvas skull (TV-serie)

## Teater

### Roller
| År   | Roll            | Produktion                                                 | Regi                                                   | Teater                 |
| ---- | --------------- | ---------------------------------------------------------- | ------------------------------------------------------ | ---------------------- |
| 1938 | Polis 1         | Liliom Ferenc Molnár                                       | Sandro Malmquist                                       | Nya Teatern            |
| 1938 | Loyal           | Tartuffe (Tartuffe, ou l'Imposteur) Molière                | Sandro Malmquist                                       | Nya Teatern            |
| 1940 | Ferdinand       | Jag – Kungen Brita von Horn                                |                                                        | Dramatikerstudion      |
| 1941 | Studenten       | En spöksonat August Strindberg                             | Ingmar Bergman                                         | Medborgarteatern       |
| 1945 | Medverkande     | Taggens varuhusrevy Georg Eliasson och Gösta Rybrant       | Per-Axel Branner                                       | Nya Teatern            |
| 1945 | Gustave         | Nattlig ankomst (Ankunft bei Nacht) Hans Rothe             | Per-Axel Branner                                       | Nya Teatern            |
| 1945 | Andrej Prozorov | Tre systrar (Три сeстры, Tri sestry) Anton Tjechov         | Per-Axel Branner                                       | Nya Teatern            |
| 1946 |                 | Kleptomani och gröna skogar Sune Bergström och Einar Molin | Bengt Ekerot                                           | Vasateatern            |
| 1946 | Ugo Fabiani     | Doris Marcel Thiébaut                                      | Martha Lundholm                                        | Vasateatern            |
| 1946 | Felix Meng      | Patrasket Hjalmar Bergman                                  | Anders Henriksson                                      | Vasateatern            |
| 1947 | Freddie Brock   | Född igår (Born Yesterday) Garson Kanin                    | Per-Axel Branner                                       | Nya teatern            |
| 1948 | Karlo           | Henne vi glömmer: Krista (Krista) Knud Sønderby            | Sven Lindberg                                          | Nya Teatern            |
| 1954 | Charles VII     | Lärkan (L'alouette) Jean Anouilh                           | Per-Axel Branner                                       | Nya Teatern            |
| 1954 | David Harris    | The och sympati (Tea and Sympathy) Robert Anderson         | Frank Sundström                                        | Nya Teatern            |
| 1973 | Kevenhüller     | Gösta Berlings saga Selma Lagerlöf                         | Johan Bergenstråhle Marie-Louise De Geer Bergenstråhle | Stockholms stadsteater |

## Radioteater

### Roller
| År   | Roll    | Produktion            | Regi         |
| ---- | ------- | --------------------- | ------------ |
| 1942 | Gerhard | Sagan Hjalmar Bergman | Per Lindberg |